# Torretta del Bagno
La Torretta del Bagno est l'une des quatre tours côtières de l'île de Capraia, dans l'archipel toscan, en mer Tyrrhénienne.

## Description
La tour est située sur le côté est de l'île très proche de la mer (d'où son nom), au pied de la colline du Forte di San Giorgio. Elle a été construite par les Génois en 1790 pour la défense du Fort de San Giorgio en cas de siège. Un arc-boutant la relie à la paroi rocheuse escarpée où une passerelle protégée menait au fort.
La tour a une forme cylindrique, haute et étroite, couverte d'un petit dôme aujourd'hui effondré. Près d'elle se trouve l'un des lieux de baignade les plus populaires de l'île, avec des rochers plats.

## Galerie

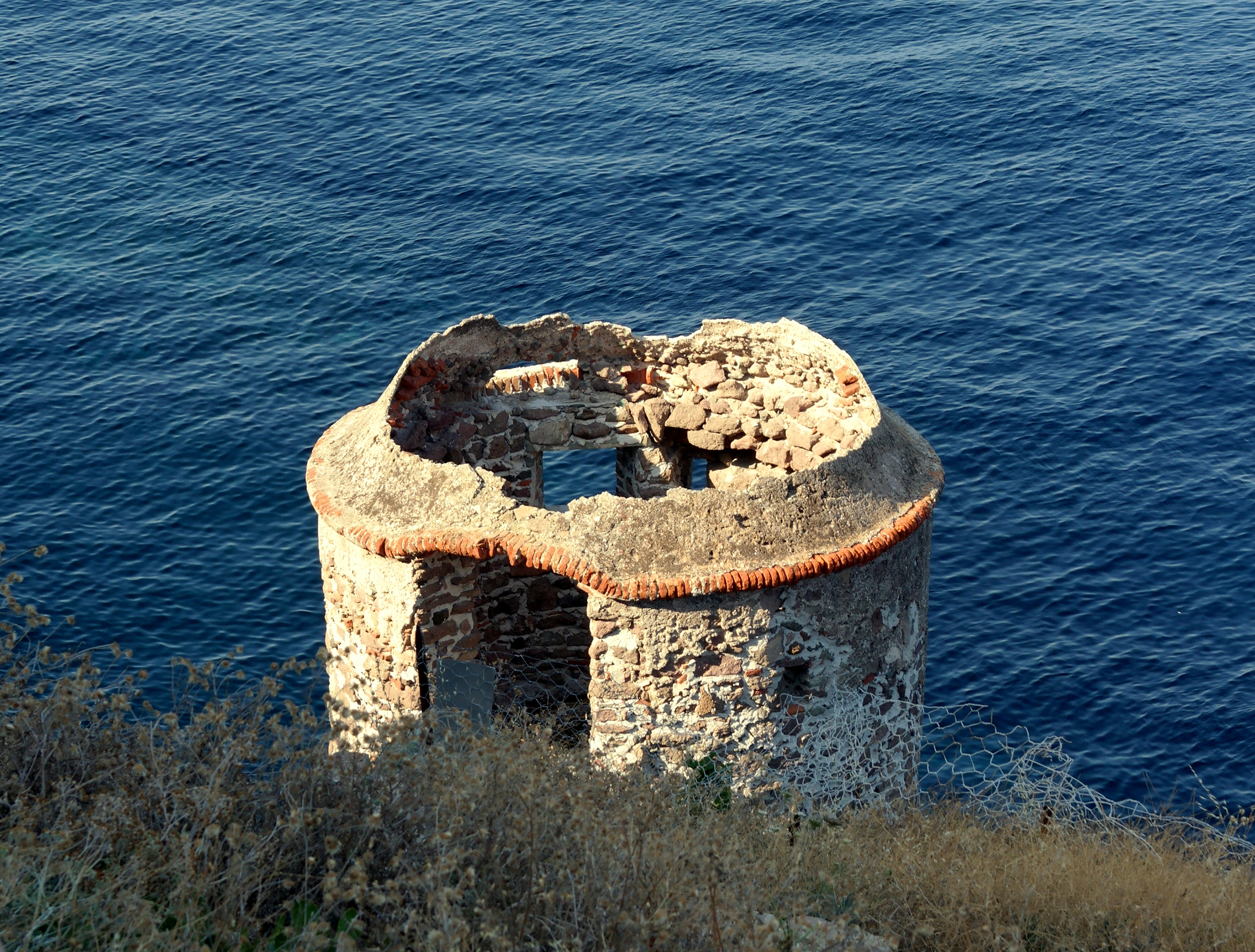
Vue aérienne
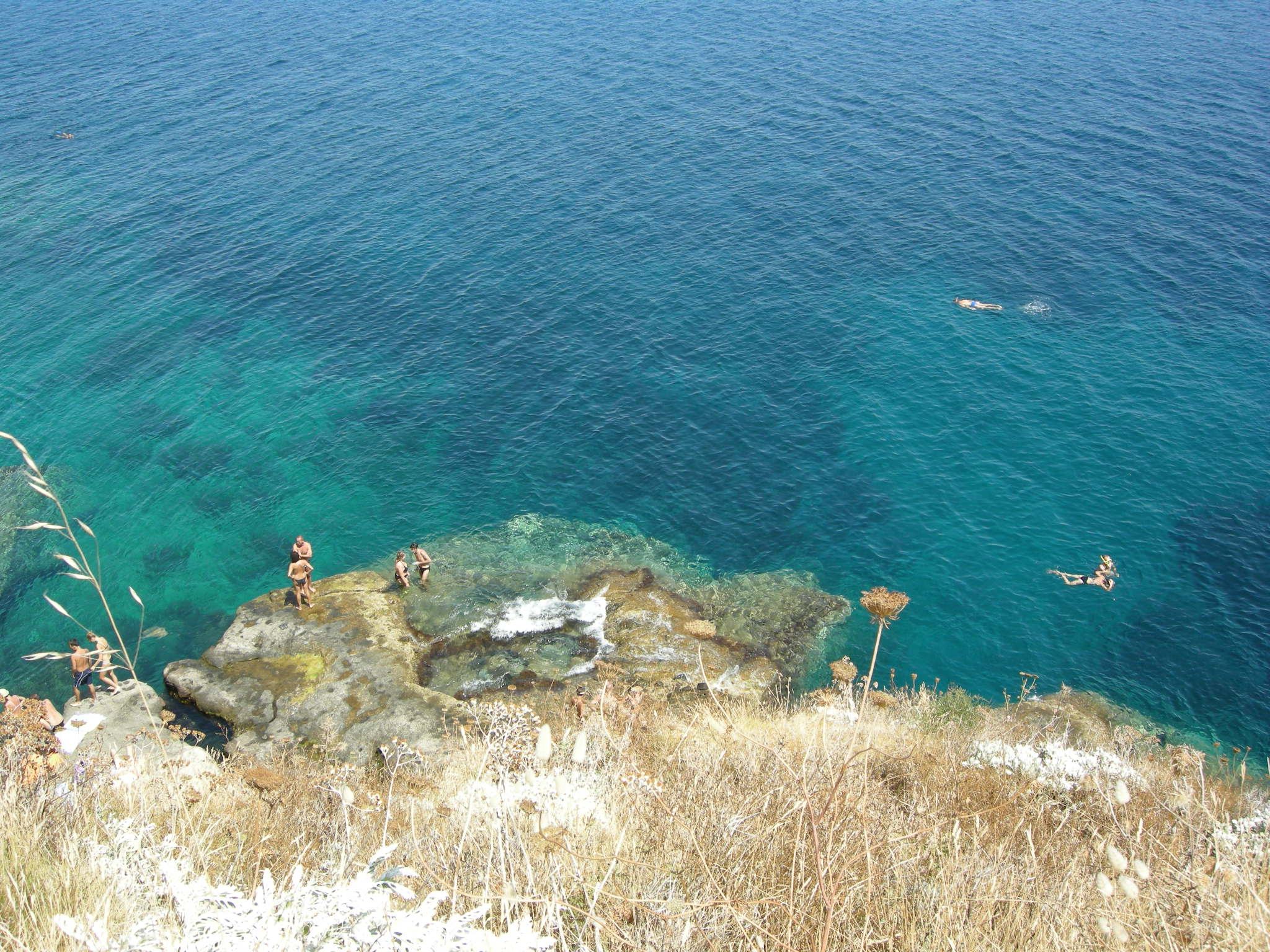
La plage de baignade
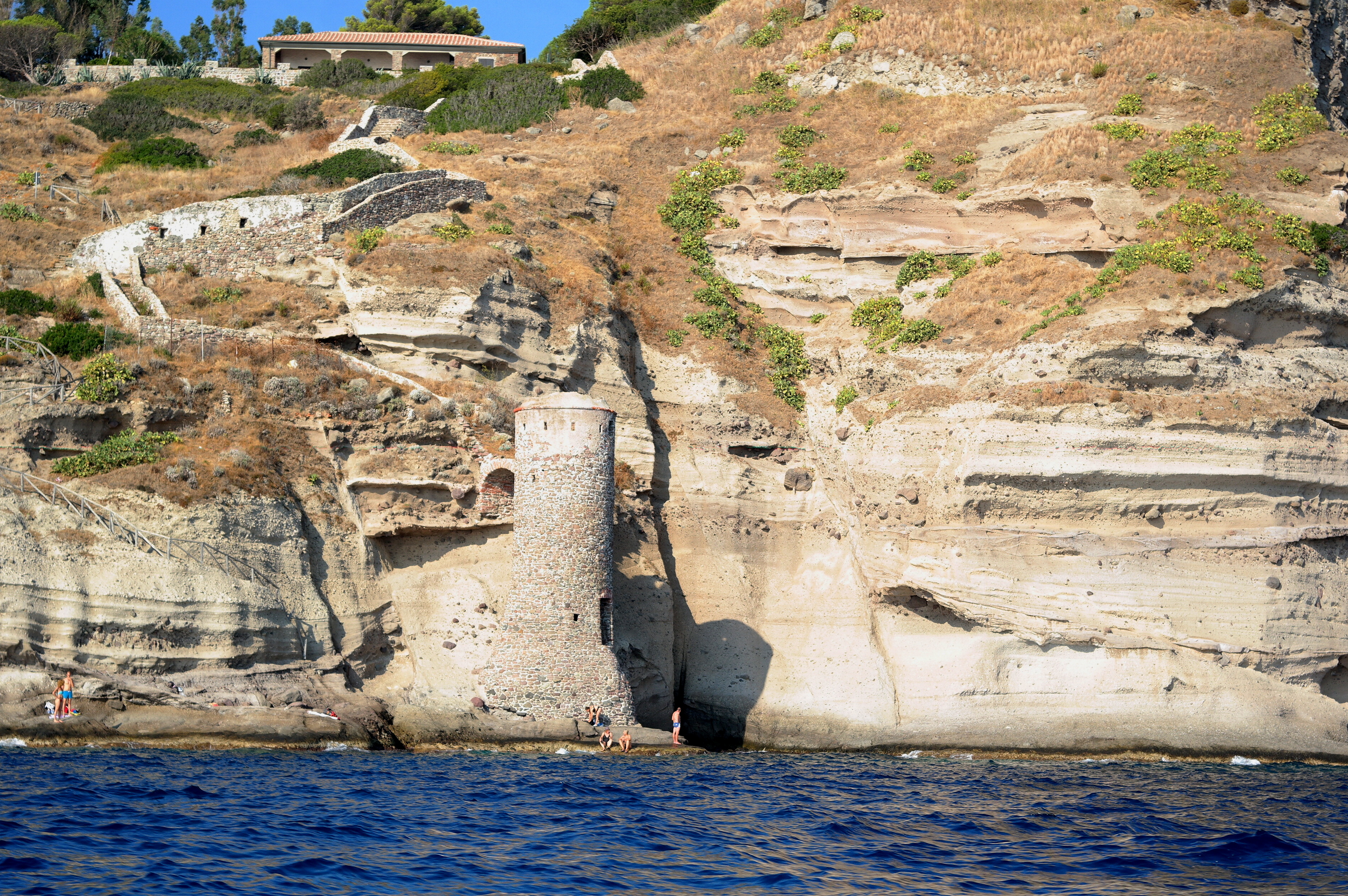
Vue de la mer